# Argopecten purpuratus
Argopecten purpuratus (Lamarck, 1819) cappasanta del Pacifico, è un mollusco appartenente alla famiglia Pectinidae a cui appartengono anche le capesante.
È una specie importante per la commercializzazione e l'alimentazione umana viene pescata ed allevata principalmente lungo le coste del Perù ma anche nella fascia costiera del pacifico sud orientale dalla Colombia fino al Cile.
Vive su fondali sabbiosi intorno ai 35 metri di profondità. La conchiglia può arrivare anche a 12 cm di diametro.